# 藍山 (尼日爾)

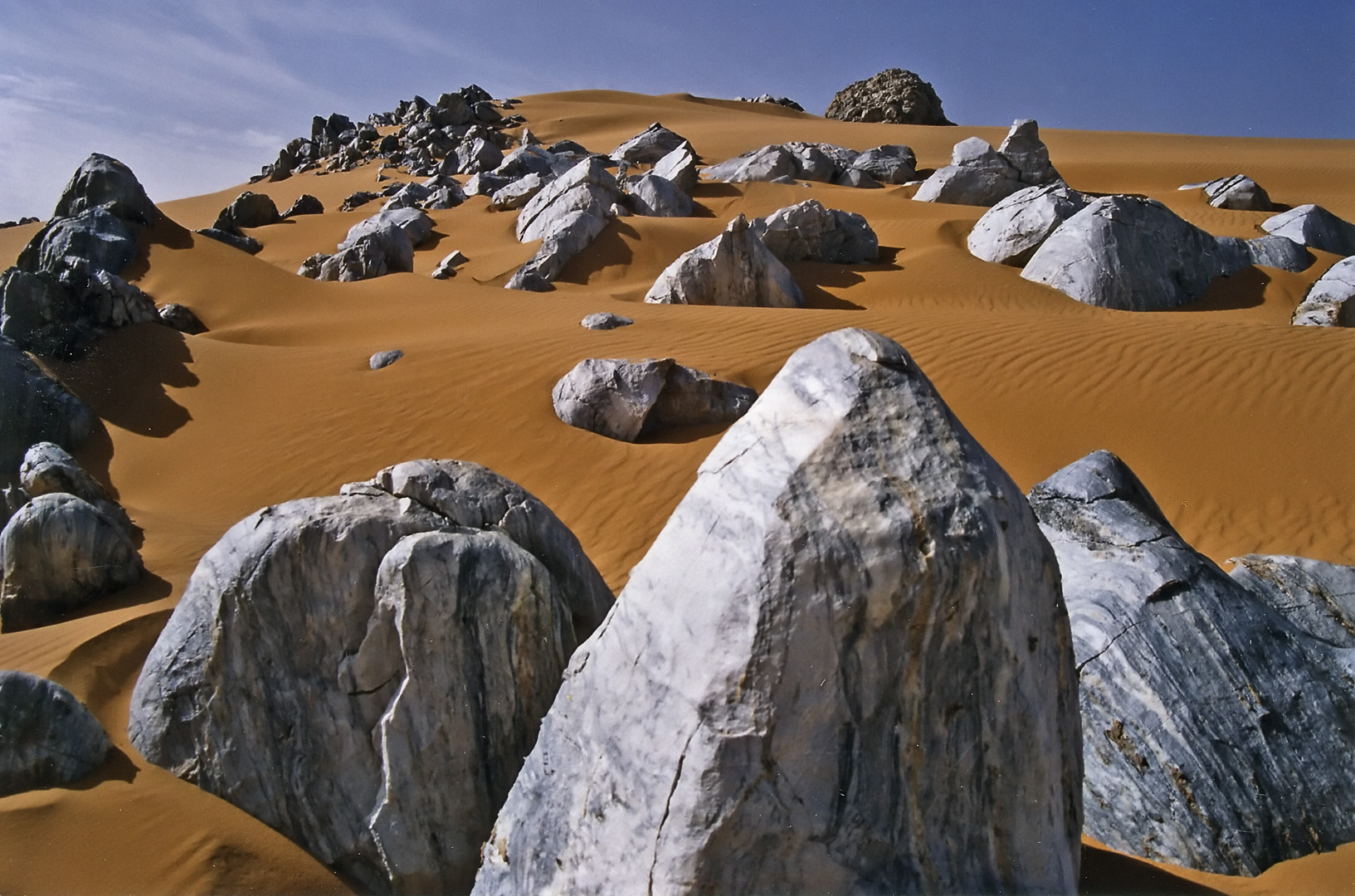

19°34′43″N 9°12′28″E / 19.57861°N 9.20778°E
藍山（法語：Montagnes Bleus, Tamasheq語: Izouzaouene, Izouzaoenehe）是尼日爾的山脈，位於該國北部阿加德茲大區，處於首都尼亞美東北面1,000公里，屬於艾爾高原的一部分，每年平均降雨量56毫米，最高點海拔高度924米。